# Reginald Stuart Poole
Reginald Stuart Poole (27 de janeiro de 1832 - 8 de fevereiro de 1895), conhecido como Stuart Poole, foi um arqueólogo, numismata e orientalista inglês.  Poole era de uma famosa família orientalista; sua mãe Sophia Lane Poole, seu tio Edward William Lane e seu sobrinho Stanley Lane-Poole eram famosos por seu trabalho neste campo. Seu outro tio era Richard James Lane, um distinto litógrafo e gravador vitoriano.

## Vida
Nascido em Londres, Poole era filho do reverendo Edward Poole, um conhecido bibliófilo. Seus pais se afastaram durante sua infância, e sua mãe, Sophia Lane Poole, levou seus filhos para o Egito para morar com seu irmão, o orientalista Edward William Lane. Durante sua residência de sete anos no Cairo, de 1842 a 1849, Lane Poole escreveu The Englishwoman in Egypt, enquanto seu filho absorvia um gosto precoce pelas antiguidades egípcias.
Em 1852 tornou-se assistente no Museu Britânico e foi designado para o Departamento de Moedas e Medalhas, do qual em 1870 tornou-se guardião. Nessa função, ele trabalhou como escritor, professor e administrador. Ele foi o grande responsável pela fundação do Fundo de Exploração do Egito em 1882 e pelo início da Sociedade de Medalhistas Ingleses em 1884. Ele foi professor de arqueologia na University College, em Londres, a partir de 1889 e também professor na Royal Academy. Em 1883, ele recebeu um diploma honorário da Universidade de Cambridge.  Ele recebeu a Medalha da Royal Numismatic Society em 1892.
Em 6 de agosto de 1861, ele se casou com Eliza Christina Forlonge, filha de William Forlonge, com quem teve quatro filhos, incluindo Sir Reginald Ward Poole.
Poole se aposentou em 1893 e morreu em 1895.

## Obras
Alguns dos melhores trabalhos de Poole foram feitos em seus artigos para a 9ª edição da Encyclopædia Britannica, sobre Egito, Hieróglifos e Numismática; ele também escreveu para o Dicionário da Bíblia de Smith e publicou volumes que tratam de seus assuntos especiais.
Poole foi um dos fortes defensores na Inglaterra do trabalho de Champollion quando foi duramente criticado por Sir George Lewis ainda em 1862. Em resposta à crítica de Lewis, Poole defendeu o método de Champollion, descrevendo-o como "o método de interpretação de hieróglifos originado pelo Dr. Young e desenvolvido por Champollion".

## Publicações selecionadas
[NC = Crônica Numismática]
- 1860 Cairo, Sinai, Jerusalem, and The Pyramids of Egypt: A Series of Sixty Photographic Views de Francis Frith, Sophie Lane Poole e Reginald Stuart Poole.[6]
- 1860 The Genesis of the Earth and of Man: a critical examination of passages in the Hebrew and Greek Scriptures, chiefly with a view to the solution of the question, Whether the varieties of the Human Species be of more than one origin

- 1861 Em uma moeda de Mallus na Cilícia [leia 26 de janeiro de 1859], NC, New Series, vol. 1 (1861), parte 2, pp. 87–90, texto fig.
- 1861 Em uma moeda de cobre da classe cunhada após a morte de Alexandre, o Grande, por seus generais, antes de assumirem títulos reais [leia 25 de abril de 1861], NC, New Series, vol. 1 (1861), parte 3, pp .; 137–0139, texto fig.
- 1861 Sobre duas moedas cretenses no Museu Britânico [leia 22 de março de 1860], NC, New Series, vol. 1 (1861), parte 3, pp. 168–74, pl.
- 1861 Em uma moeda da Cirenaica, apresentada ao Museu Britânico pelo falecido F.H. Crowe, Esq., H.M. Cônsul no Cairo [leia 24 de outubro de 1861], NC, New Series, vol. 1 (1861), parte 4, pp. 201–3, texto fig.
- 1862 Em uma nova moeda da Itália antiga [leia 20 de novembro de 1862], NC, New Series, vol. 2 (1862), parte 8, pp. 300–1, texto fig.
- 1863 A coleção de moedas gregas do falecido coronel Leake [oferecida à Universidade de Cambridge por £ 5000], NC, Nova Série, Vol. 3 (1863), parte 12, pp. 266–67. [aceito, ver 1864, 75]
- 1864 As moedas dos Ptolomeus (continuação), NC, New Series, vol. 4 (1864), parte 13, pp. 7–16, pl., 2 tabelas [ver 159, 231 abaixo; 1865, 126, 321; 1866, 1; 1867, 161]
- 1864 Moedas dos Ptolomeus, continuação, NC, Nova Série, vol. 4 (1864), parte 15, pp. 159–73, 2 pl.
- 1864 Moedas dos Ptolomeus, continuação, NC, Nova Série, vol. 4 91864), parte 16, pp. 231–35, 2 pl.
- 1864 Sobre moedas gregas como ilustrando a arte grega [entregue em 27 de maio de 1864], p. 236-47, pl.
- 1865 Moedas dos Ptolomeus, continuação, NC, Nova Série, vol. 5 (1865), parte 18, pp. 126–60, pl, 2 gráficos.
- 1865 Moedas dos Ptolomeus, continuação, NC, Nova Série, vol. 5 (1865), parte 20, pp. 321–36, 2 pl, 2 gráficos.
- 1866 Moedas dos Ptolomeus, continuação, NC, Nova Série, vol. 6 (1866), parte 21, pp. 1–20, 3 figs. de texto.
- 1867 Moedas dos Ptolomeus, concluída, NC, Nova Série, vol. 7 (1867), parte 27, pp. 161–202.
- 1875–1890 Catálogo de moedas orientais no Museu Britânico, por Stanley Lane-Poole e Reginald Stuart Poole.
- 1878 Um catálogo descritivo de moedas suíças no South Kensington Museum, por Reginald Stuart Poole, Chauncy Hare Townshend e Victoria and Albert Museum.
- 1885 Moedas e medalhas: seu lugar na história e na arte por Reginald Stuart Poole e Stanley Lane-Poole.
- 1892 Catálogo das moedas de Alexandria e dos Nomes / por Reginald Stuart Poole (na série: Catálogo das moedas gregas no Museu Britânico, ed. por Reginald Stuart Poole).
- 1854/85 Sobre a cunhagem das dinastias chamadas Benee-Tooloon e Ikhsheedeeyeh, governando no Egito, NC 17 (1854-55), pp. 116-26, pl.
- 1876 Catálogo de Moedas Gregas no Museu Britânico, ed. por R.S. Poole, com B.V. Head e P. Gardner, Londres, 1876. (anunciado em NC, New Series, vol. 16 (1876), parte 63, p. 276.
- 1877 Catálogo de Moedas Orientais no Museu Britânico: vol. II, Moedas das Dinastias Maometanas, Classes III-X, por Stanley Lane Poole, ed. por R.S. Poole, Londres, 1876 (anunciado em NC, New Series, vol. 17 (1877), parte 65, p. 78.
- 1883 Atenienses gravadores de moedas na Itália (moedas de Terina) [leia 21 de fevereiro de 1884], NC, Terceira Série, vol. 3 (1883), parte 12, pp. 269–77, 2 pl.
- 1889 Catálogo das moedas gregas no Museu Britânico - Ponto, Paflagônia, Bitínia e o Reino do Bósforo, por Warwick Wroth, ed. por R.S. Poole, Londres, 1889 (anunciado por B.V. Head em NC, Terceira Série, vol. 38 (1890), pp. 173–74.

## Obituários
- The Times, 9 de fevereiro de 1895; pg. 5; Issue 34496; col F
- The Advertiser (Adelaide, Australia), 11 de fevereiro de 1895, p. 5.
- Australian Town and Country Journal (NSW, Austrália), 16 de fevereiro de 1895, p. 12.
- The Mercury (Hobart, Tasmânia), 13 de fevereiro de 1895, p. 3.